# Rogozina (województwo zachodniopomorskie)
Rogozina – wieś w północno-zachodniej Polsce, położona w województwie zachodniopomorskim, w powiecie gryfickim, w gminie Trzebiatów. Przez wieś przebiega droga wojewódzka nr 102. Z Rogoziny odchodzi droga powiatowa nr 0117Z do Sadlna i Sadlenka.
Według danych z 28 lutego 2009 wieś miała 166 mieszkańców.
We wsi znajduje się Centrum Integracji Społecznej Fundacji "Rozwój-Integracja".

## Położenie
Wieś jest położona na północnej krawędzi pradoliny, na Wybrzeżu Trzebiatowskim.
Rogozina jest częścią 6-kilometrowej ulicówki, na którą składają się także sąsiednie Konarzewo i Zapolice.
Teren wsi został objęty dwoma nachodzącymi na siebie obszarami programu Natura 2000 tj. obszarem specjalnej ochrony ptaków "Wybrzeże Trzebiatowskie", a także specjalnym obszarem ochrony siedlisk Trzebiatowsko-Kołobrzeski Pas Nadmorski.
W latach 1946–1998 miejscowość administracyjnie należała do województwa szczecińskiego. 

## Historia
W 1946 r. otwarto w Rogozinie szkołę podstawową. Znajdowała się później w budynku po gromadzkiej radzie narodowej, który wyremontowano w 1981 r. W 1999 r. do szkoły uczęszczały dzieci z miejscowości: Rogozina, Sadlenko, Sadlno, Zapolice, Drozdowo, Drozdówko, Konarzewo, Skalno.
1 września 2005 r. szkoła w Rogozinie otrzymała status Filii Szkoły Podstawowej Nr 1 w Trzebiatowie. W 2008 r. zlikwidowano placówkę oświatową w Rogozinie.

## Społeczność
Dzieci z miejscowości uczęszczają do Szkoły Podstawowej Nr 1 im. Jana Kochanowskiego w Trzebiatowie.
Gmina Trzebiatów utworzyła "Sołectwo Rogozina", będące jej jednostką pomocniczą. Obejmuje ono Rogozinę oraz wieś Zapolice, których mieszkańcy wspólnie wybierają na zebraniu wiejskim sołtysa i 5-osobową radę sołecką. 
| Zakres wieku mężczyzn | Mężczyźni | Kobiety | Zakres wieku kobiet |
| --------------------- | --------- | ------- | ------------------- |
| 0–19                  | 16        | 17      | 0–19                |
| 20–60                 | 62        | 46      | 20–65               |
| powyżej 60            | 8         | 17      | powyżej 65          |
| Razem (Σ)             | 86        | 80      | (Σ) Razem           |